# تپه کبودلر
تپه کبودلر مربوط به دوران پیش از تاریخ ایران باستان است و در شهرستان خرم‌آباد، روستای زاغه واقع شده و این اثر در تاریخ ۱۶ آبان ۱۳۷۹ با شمارهٔ ثبت ۲۸۲۰ به‌عنوان یکی از آثار ملی ایران به ثبت رسیده است.